# Kilomètre de Dourdan

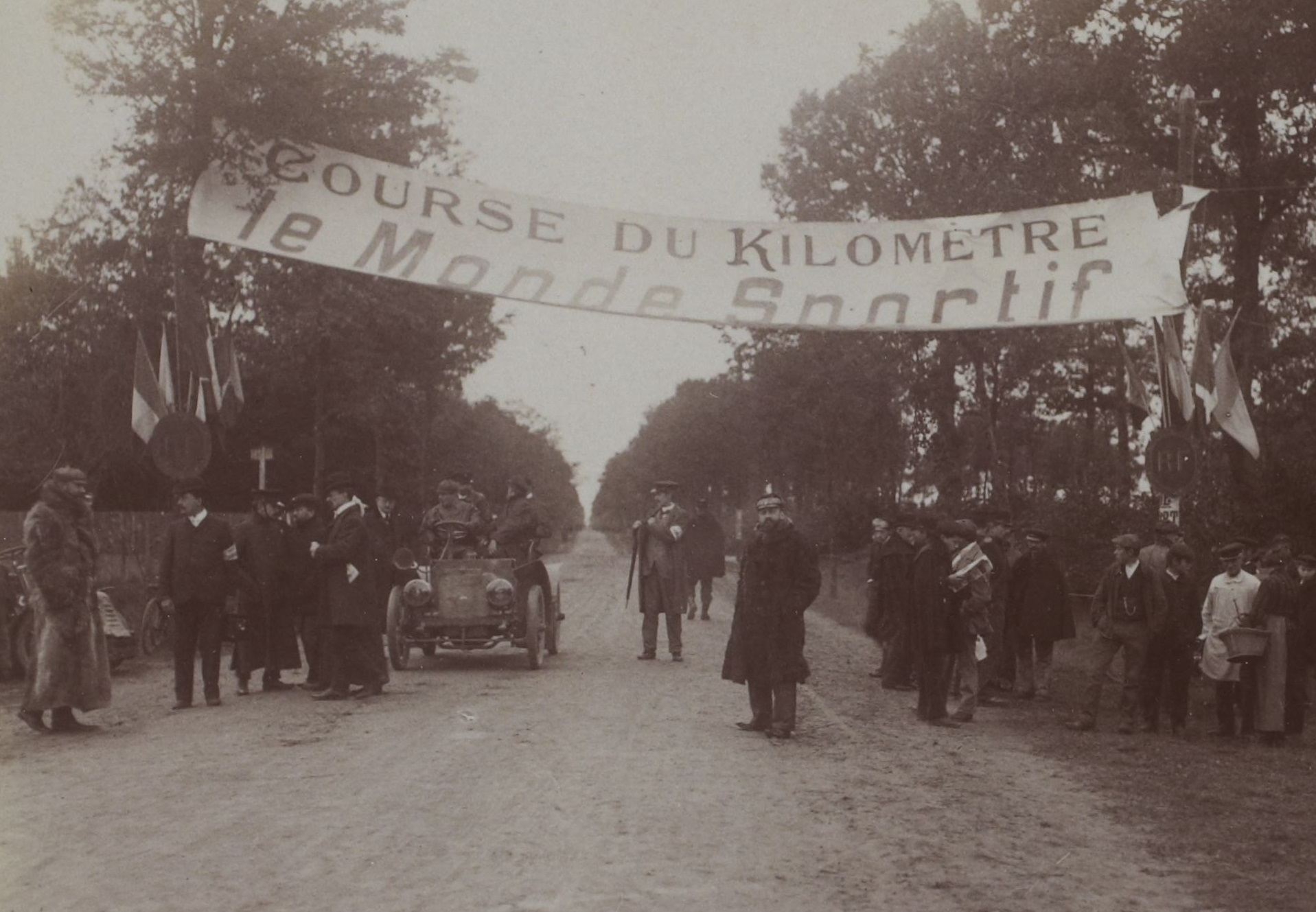
Départ du kilomètre de Dourdan en 1903.

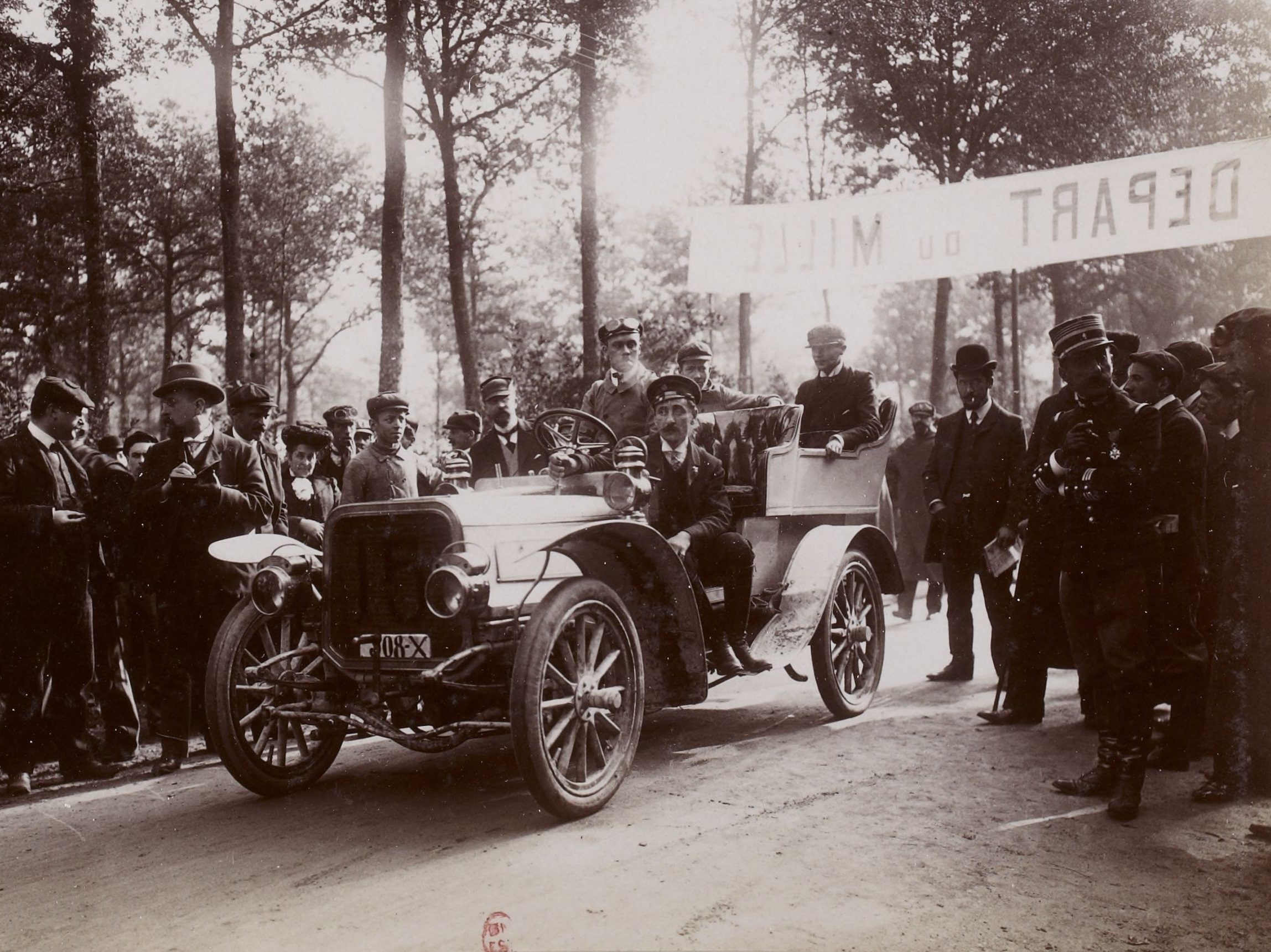
Le kilomètre de Dourdan en 1904 : départ du mile départ arrêté.

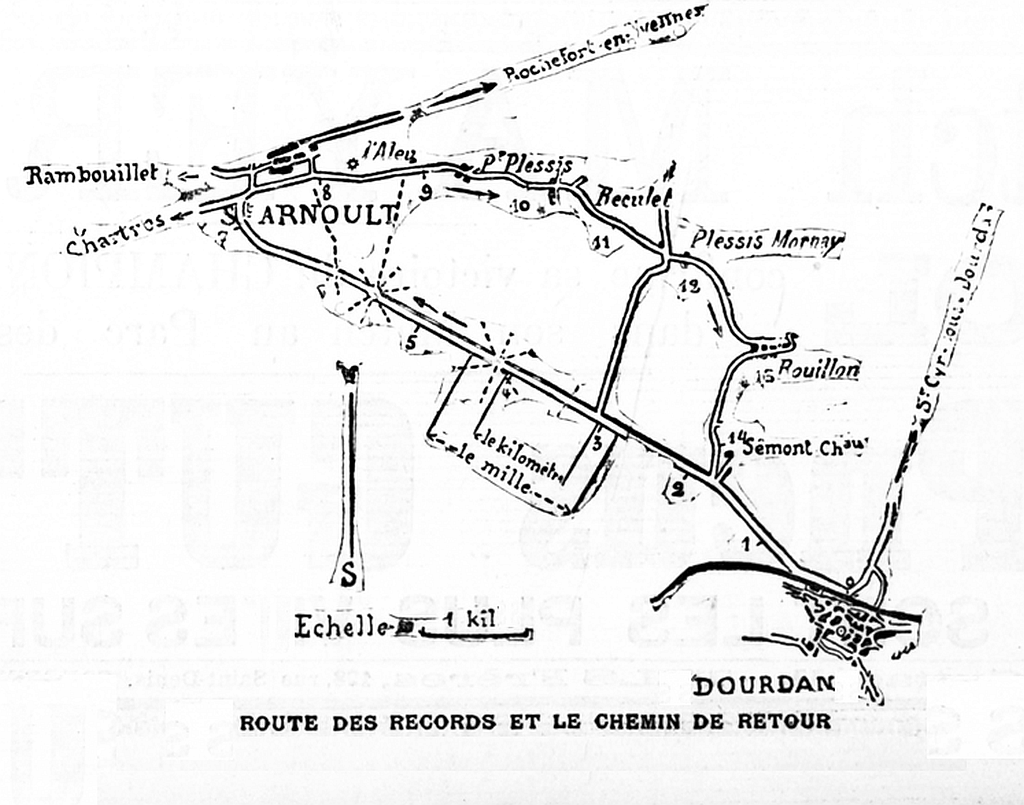
Route des Records et le Chemin de retour (1904).

Le kilomètre de Dourdan était une compétition automobile internationale de sprint française, organisée annuellement à Dourdan (au sud-ouest de Paris) au début du XXe siècle, pour des véhicules motorisés à deux et quatre roues. Elle se disputait entre octobre et novembre, grâce à Le Vélo, au Monde sportif, et au Journal de l'Automobile.

## Histoire
De nombreux records mondiaux, de classe et absolus, furent battus à l'occasion de cette rencontre, sur une longue ligne droite entre Dourdan et Saint-Arnoult.
Le pesage préalable s'effectuait aux usines Gautreau. Les courses étaient ouvertes, pour l'établissements de catégories et de classes, aux motocycles tiers de litre, de moins de 50 et 250 kilos, aux tricars, une et deux places, ainsi qu'aux voitures selon leur poids : voiturettes, voitures légères, et grosses voitures.
Elles se perpétuèrent peut-être jusqu'en 1908 ou 1909.

## Palmarès

### Kilomètre départ lancé
| Année | Date        | Vainqueur            | Voiture                     | Moyenne horaire/Temps               |
| ----- | ----------- | -------------------- | --------------------------- | ----------------------------------- |
| 1902  | 5 novembre  | Henri Fournier       | Mors Z Paris-Vienne         | 122,44 km/h, soit 29 s 2/5 (RM)     |
| 1902  | 17 novembre | Maurice Augières     | Mors Z Paris-Vienne         | 124,13 km/h, soit 29 s (RM)         |
| 1903  | 5 novembre  | Arthur Duray         | Gobron-Brillié Paris-Madrid | 136,363 km/h, soit 26 s 2/5 (RM)    |
| 1904  | 3 octobre   | Paul Baras           | Darracq                     | 142,857 km/h, soit 25 s 1/5         |
| 1905  | 8 octobre   | Clifford Earp        | Napier                      | 104 km/h, soit 34 s 3/5             |
| 1906  | 21 octobre  | Algernon Lee Guiness | Darracq 200 hp              | 180 km/h, soit 20 s (officieux RM*) |

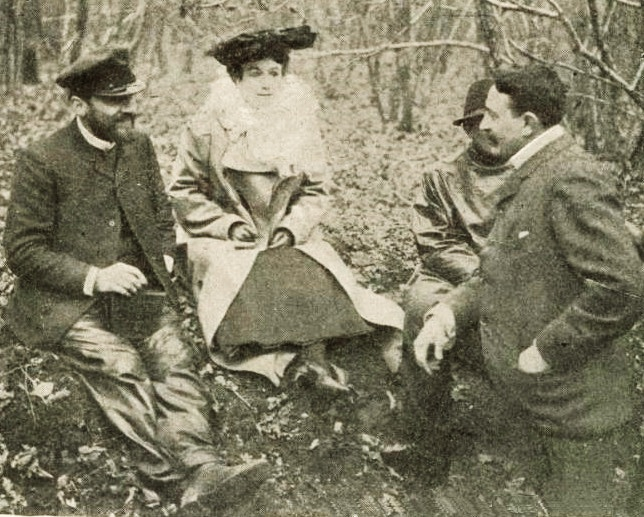
Léon Serpollet, Mme et Henri Fournier, au kilomètre de Dourdan en 1902.

(* temps jugé par trop extraordinaire)

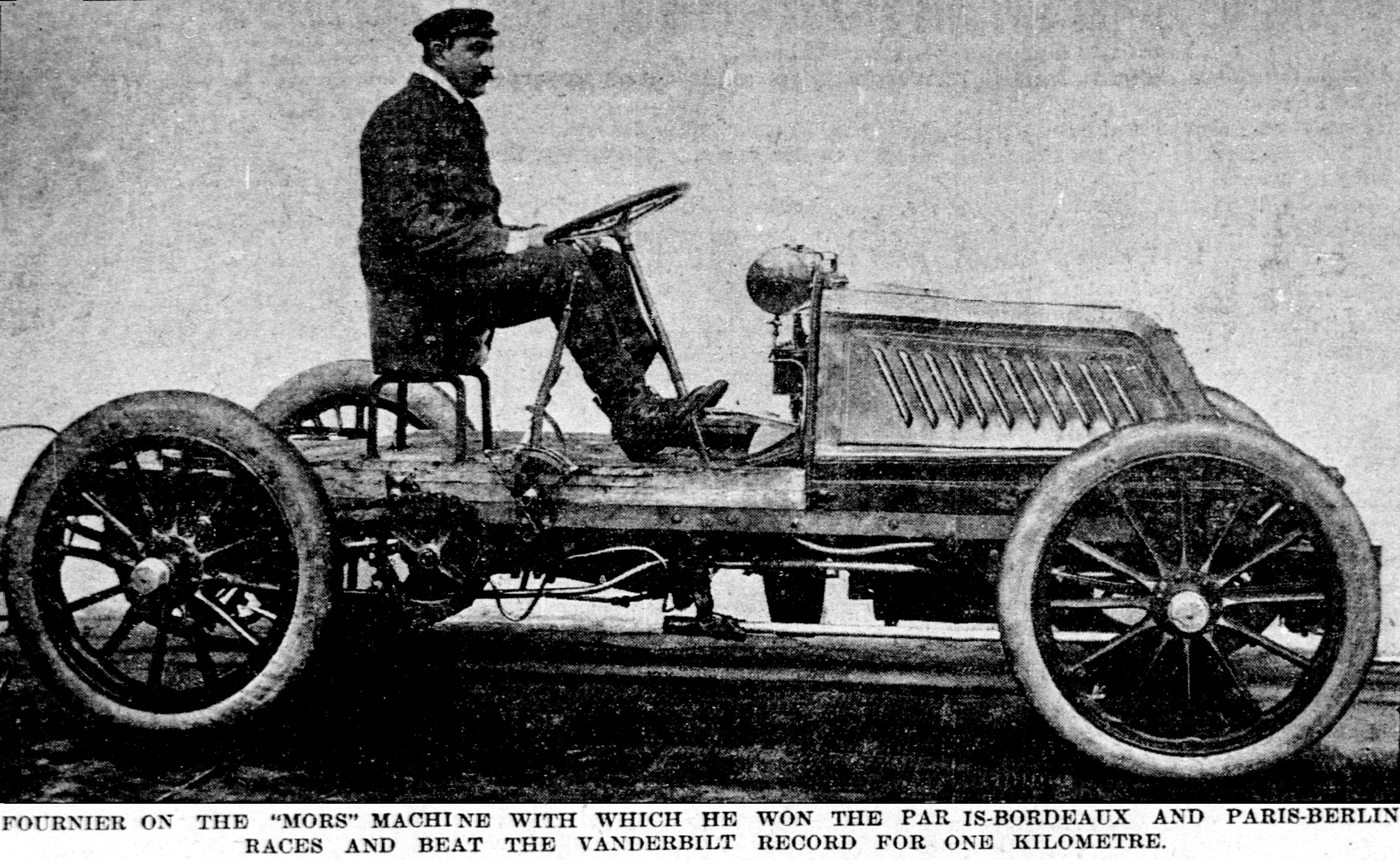
Henri Fournier sur la Mors 60 hp en 1902.
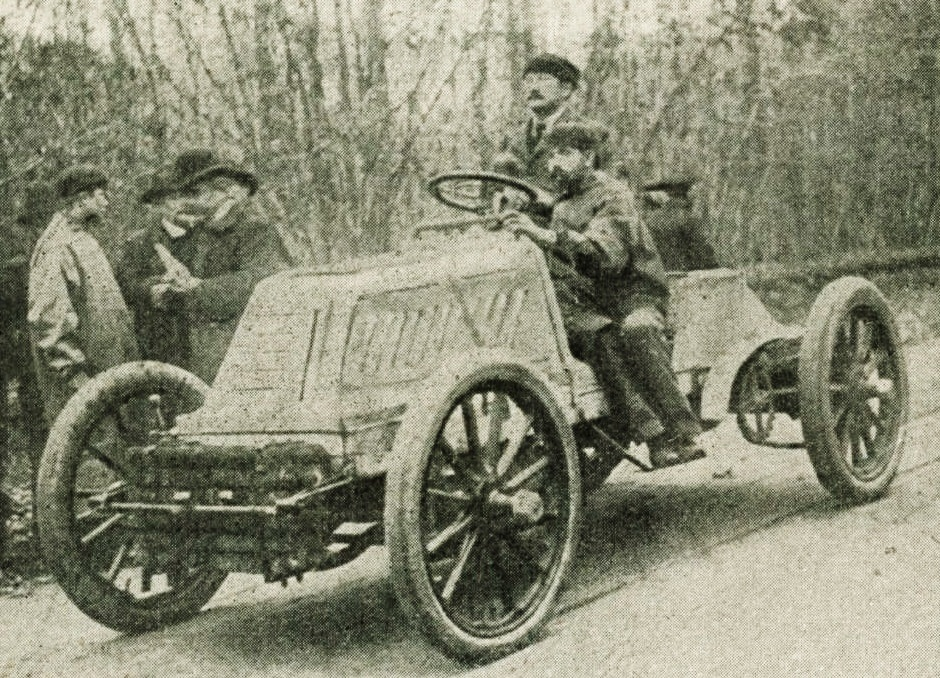
Maurice Augières sur la Mors 60 hp à Dourdan en 1902.
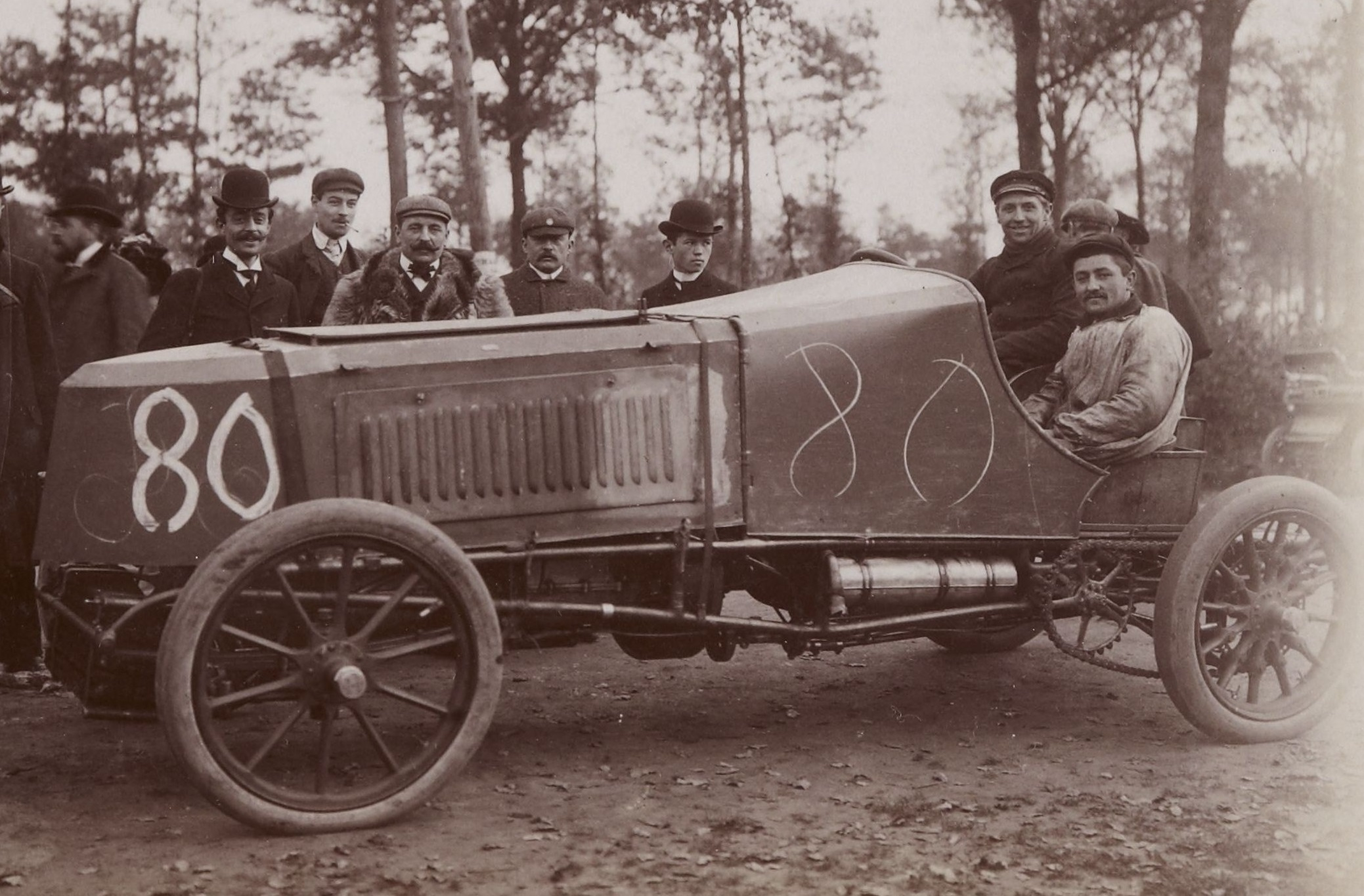
Arthur Duray à Dourdan en 1903.
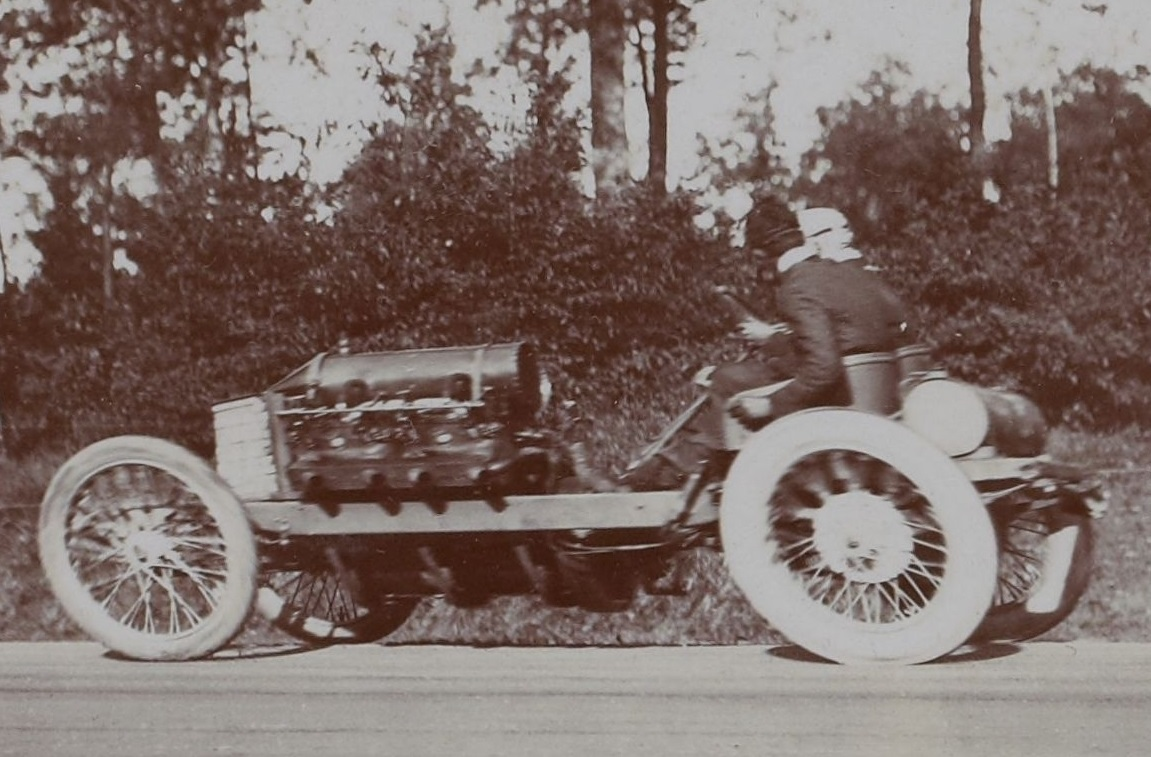
Algernon Lee Guiness à Dourdan, en 1906...
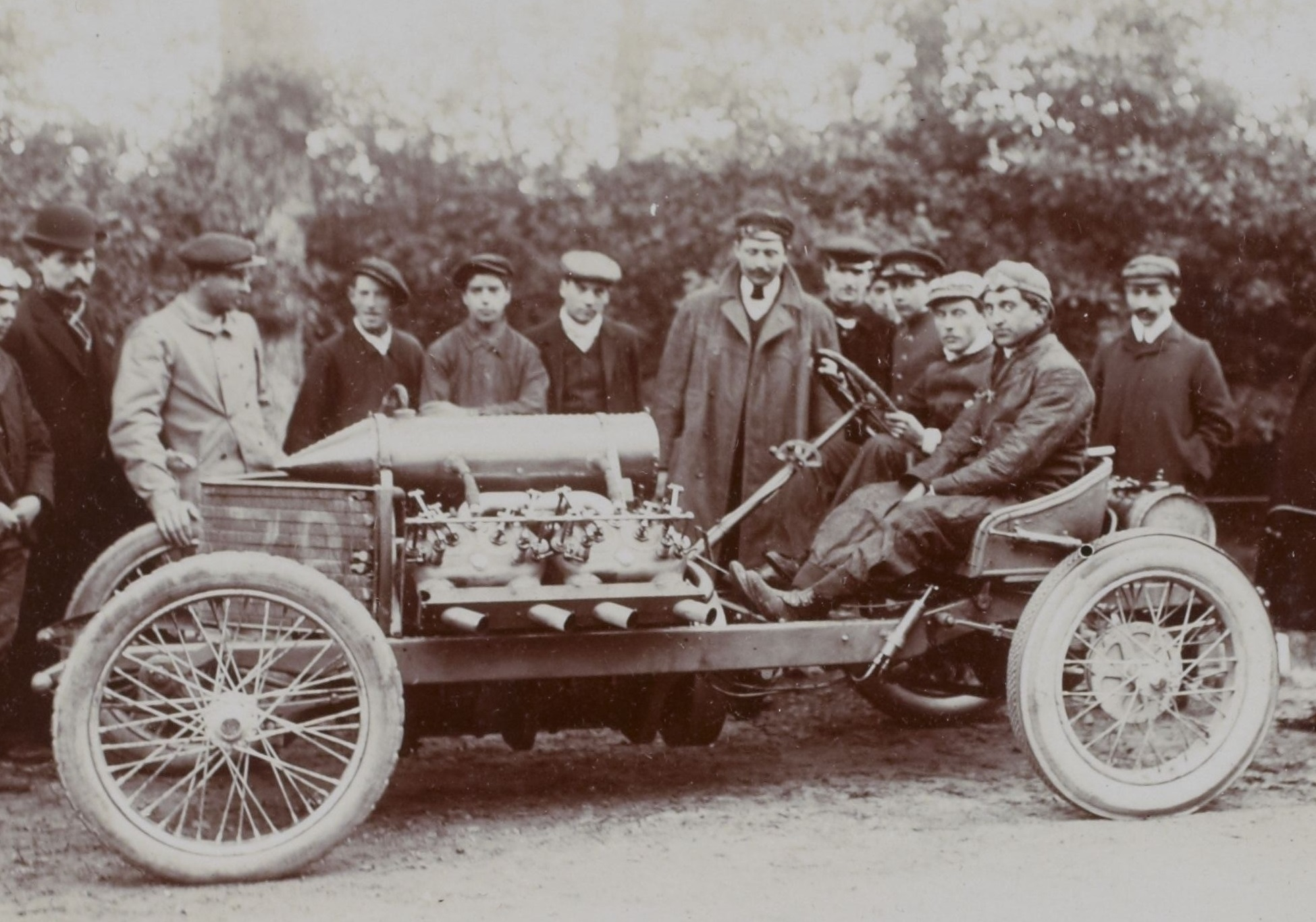
...sur Darracq 200 hp 8 cylindres.

| Année | Date       | Vainqueur            | Voiture              | Moyenne horaire/Temps            |
| ----- | ---------- | -------------------- | -------------------- | -------------------------------- |
| 1903  | 5 novembre | Dominique Lamberjack | Griffon V2           | 104,6 km/h, soit 34 s 1/5 (RM)   |
| 1904  | 3 octobre  | Vincenzo Lanfranchi  | Peugeot V2 1 500 cm3 | 123,287 km/h, soit 29 s 1/5 (RM) |
| 1905  | 8 octobre  | Henri Cissac         | Peugeot V2           | 130,434 km/h, soit 27 s 3/5      |
| 1906  | 21 octobre | Giosuè Giuppone      | Peugeot II V2        | 128,571 km/h, soit 28 s          |

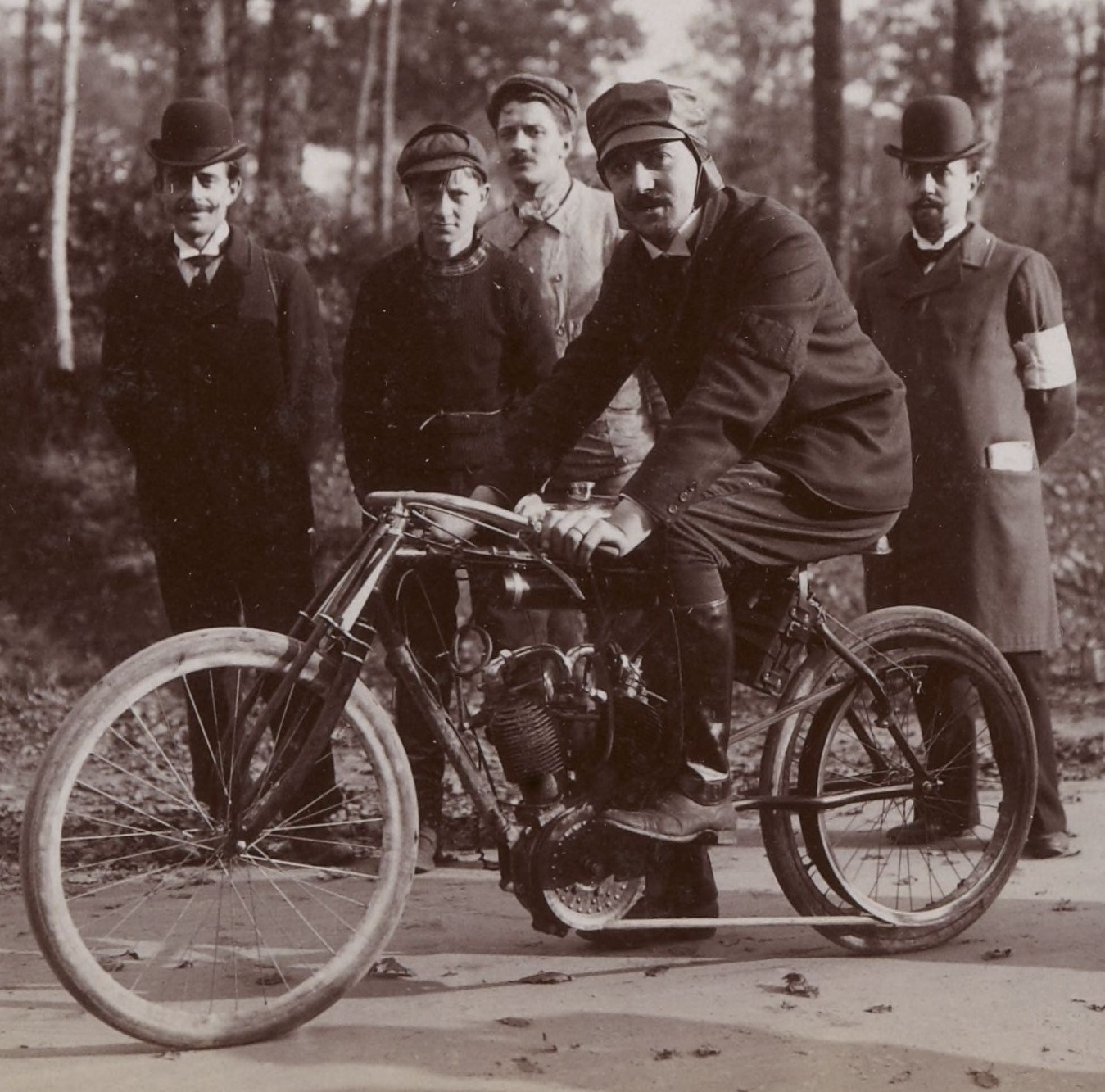
Dominique Lamberjack à Dourdan en 1903 (sur pneus Wolber).
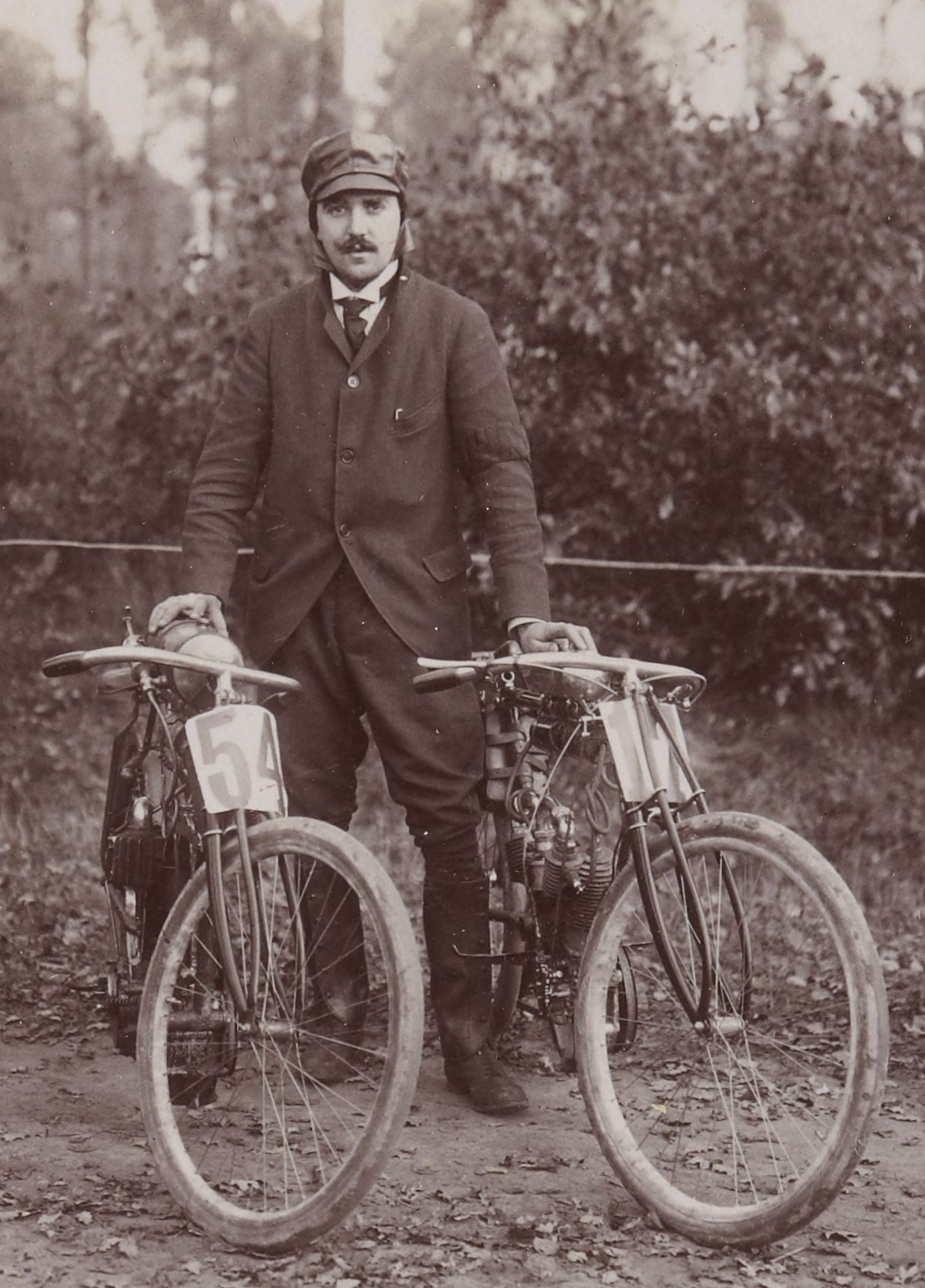
Dominique Lamberjack à Dourdan, toujours en 1903.
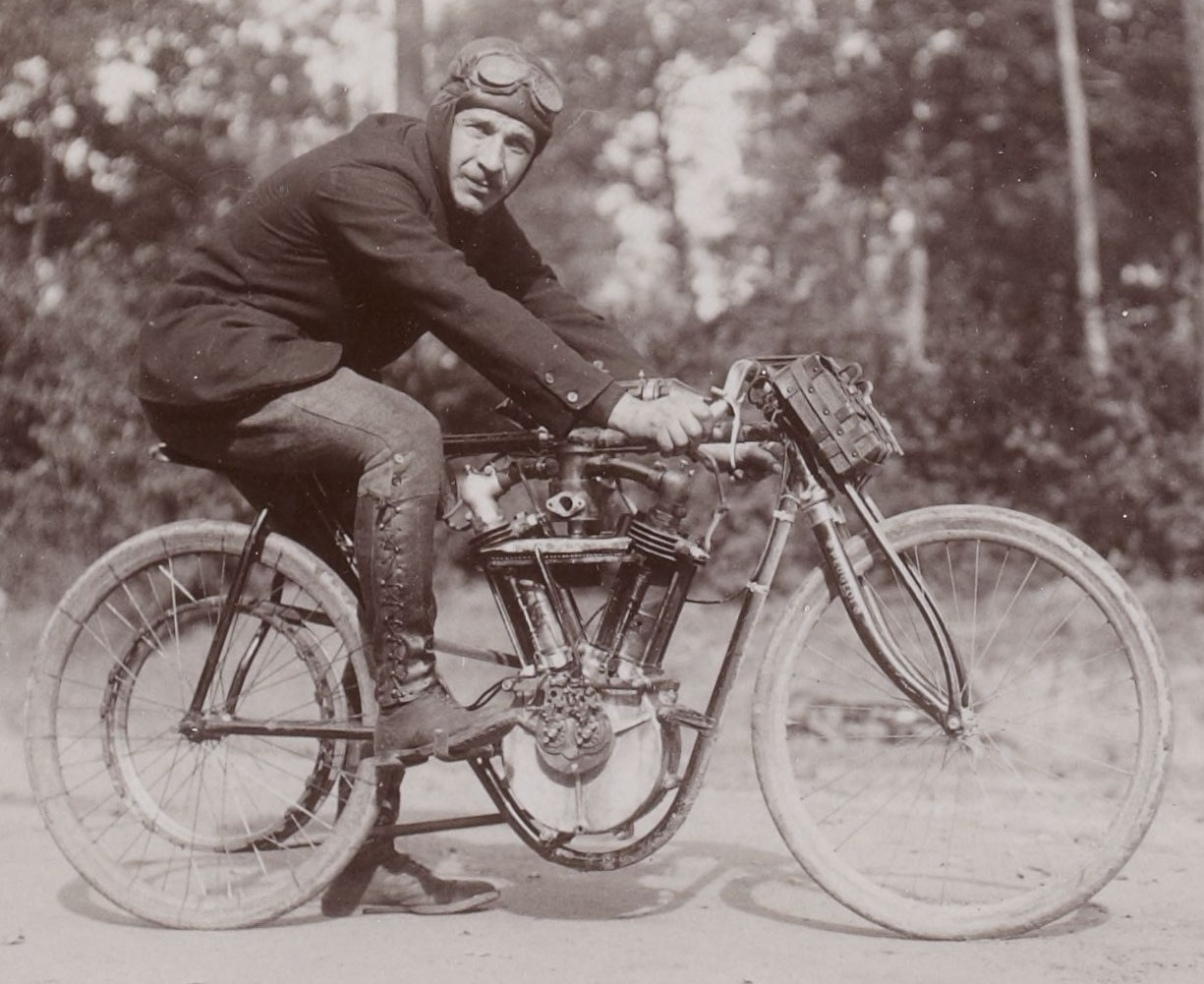
Vincenzo Lanfranchi à Dourdan en 1904.
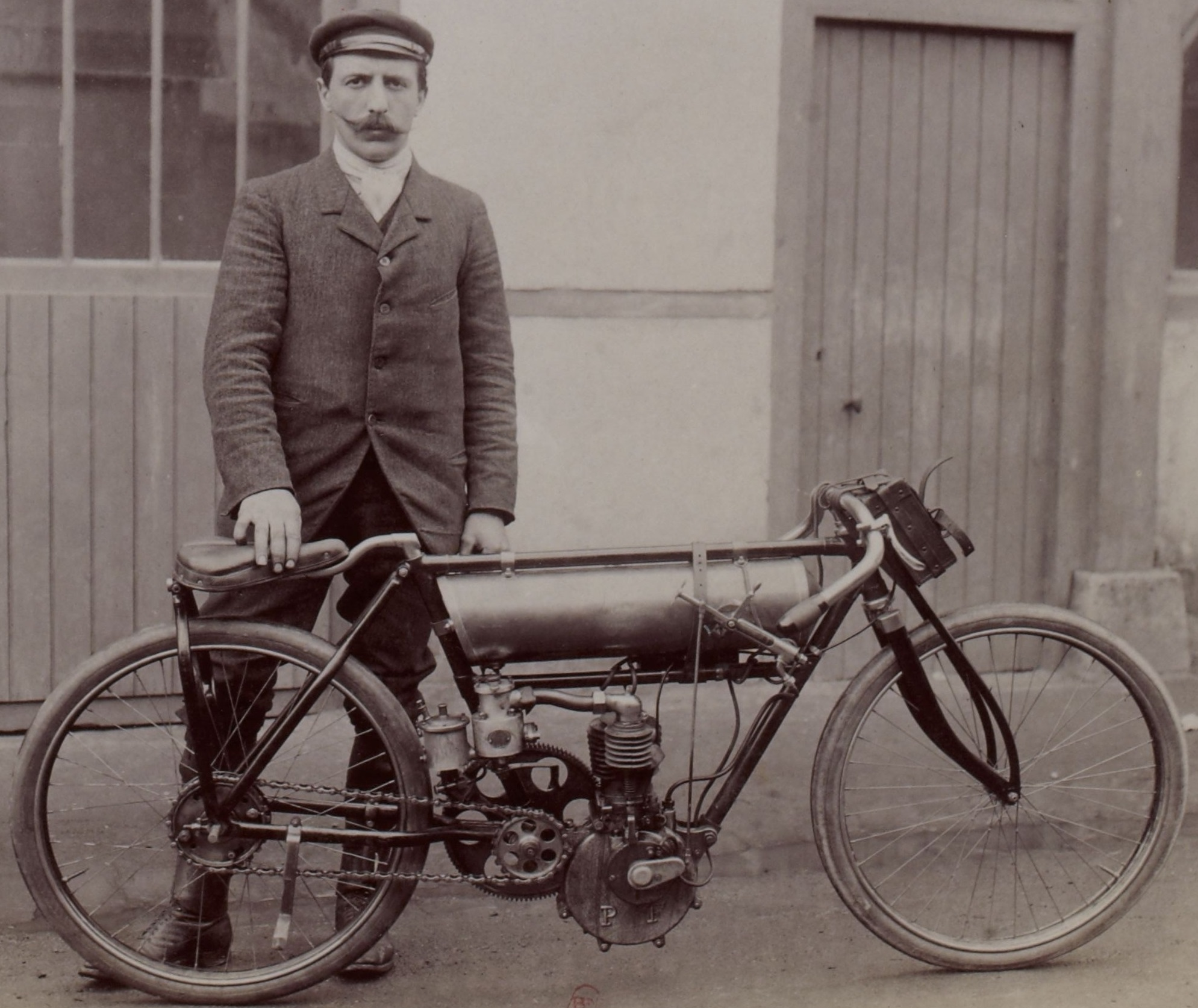
Cissac et sa Peugeot durant la saison 1905.
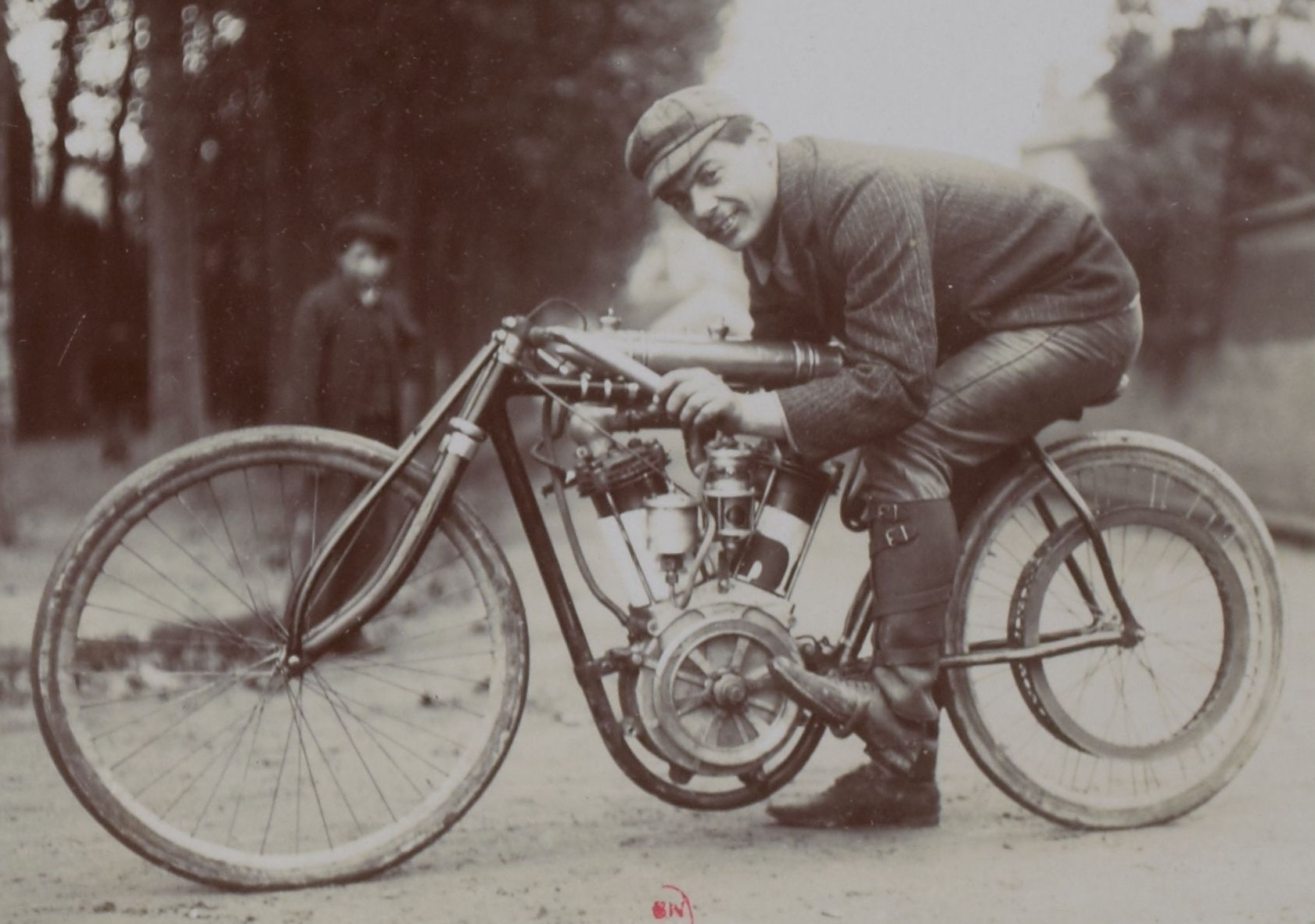
Giosuè Giuppone à Dourdan en 1906.

### Mile départ arrêté

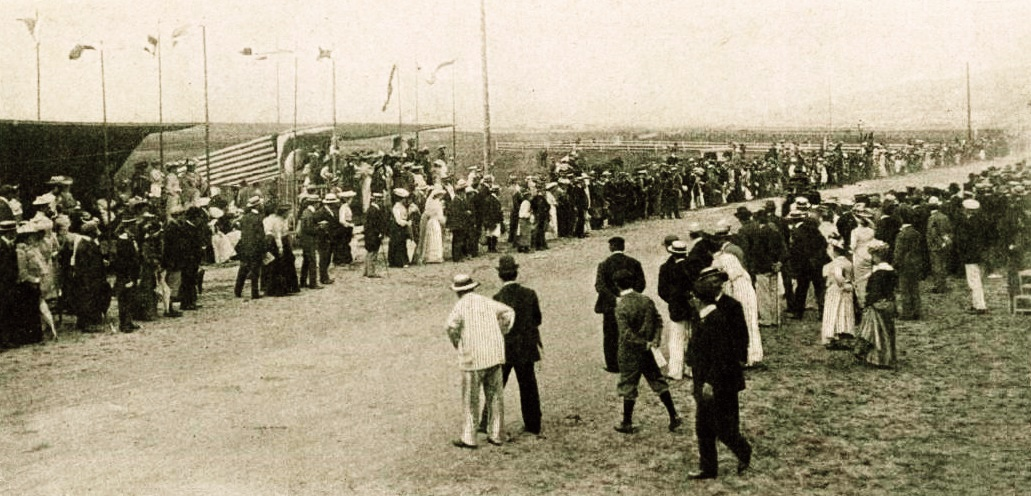
Le kilomètre de Deauville en septembre 1902.

| Année | Date       | Vainqueur    | Voiture           | Temps        |
| ----- | ---------- | ------------ | ----------------- | ------------ |
| 1905  | 8 octobre  | Paul Bablot  | Berliet           | 1 min 12 s   |
| 1906  | 21 octobre | Louis Naudin | Sizaire et Naudin | 1 min 01 s 4 |

| Année | Date      | Vainqueur           | Voiture              | Temps          |
| ----- | --------- | ------------------- | -------------------- | -------------- |
| 1904  | 3 octobre | Vincenzo Lanfranchi | Peugeot V2 1 500 cm3 | 57 s 4/5 (RM)  |
| 1905  | 8 octobre | Giosuè Giuppone     | Peugeot              | 1 min 17 s 3/5 |

## Remarques

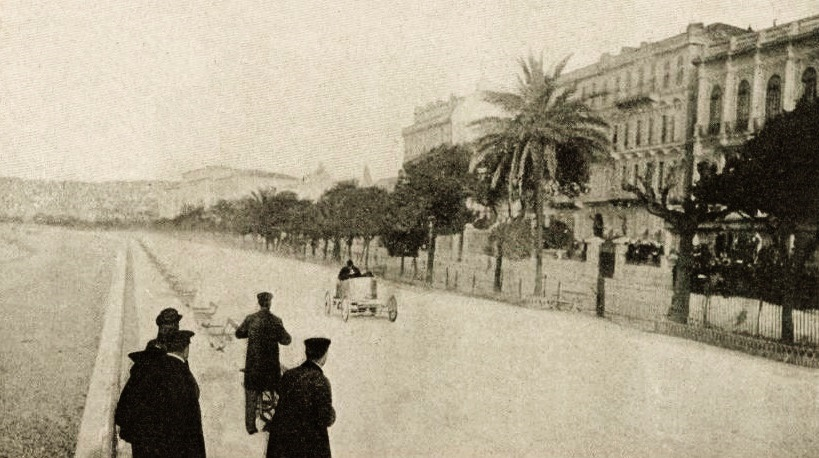
Léon Serpollet vainqueur de sa troisième Coupe Rothschild en avril 1903, au kilomètre lancé de la promenade des Anglais de Nice (à 130 km/h).

Le kilomètre de Deauville sur la terrasse de la ville (ou Coupe de l'Auto-Vélo) 1901 (vainqueur voitures Léon Serpollet, également sur le Mille arrêté), 1902 (vainqueur deux roues en août Jules Escoffier, sur Magnat-Debon-de Dion-Bouton, et en voiture en octobre Fernand Gabriel sur Mors, à 136,363 km/h, pour 26 s 2/5), devenu 500 mètres en 1903 avec la particularité d'un départ et d'une arrivée arrêtés (vainqueur deux roues en septembre Derny, sur Clément, et pour les voitures Jeandré sur Mors Z 90 hp type Paris-Madrid), est au tout début des années 1900 l'une des deux autres courses de sprint française hors circuit ayant une renommée internationale (avec les Coupes Henri de Rothschild à Nice sur la promenade des Anglais dans le cadre de la Semaine -ou Quinzaine- de Nice).
Dourdan accueille également pour les motocyclettes la première Coupe internationale, officieux championnat du monde organisé par le Motocycle-Club de France le 25 septembre 1904 sur 268 kilomètres, avec la participation de l'Autriche, du Danemark, de l'Allemagne, de la Grande-Bretagne, et du pays organisateur. Cette édition est remportée par la France (vainqueur Léon Deme(e)ster, sur un circuit Saint-Arnoult-Dourdan-Etampes-Authan-Ablis-Saint-Arnoult à parcourir cinq fois. Elle débouche le 21 décembre de la même année au restaurant parisien Ledoyen sur la création de la Fédération internationale des Clubs Motocyclistes (FICM). Grâce à sa victoire, la France a le droit d'accueillir encore la seconde édition, toujours à Dourdan: vainqueur le tchèque Václav Vondřich (cs) (à l'époque autrichien), le 25 juin 1905 ; Deme(e)ster bien que troisième et dernier arrivé est disqualifié pour une aide jugée non réglementaire sur la ligne d'arrivée. Il s'était peu de jours auparavant imposé sur le trajet Ablis-Dourdan-Saint-Arnoult avec sa Griffon lors des éliminatoires françaises de la seconde Coupe internationale, devant Guippone.